# Markýzství

Hodnostní koruna francouzského markýze

Markýzství (anglicky marquessate, francouzsky marquisat (výsl.  [markiza]), španělsky marquesado) je panství vlastněné markýzem, případně státní útvar pod jeho vládou. Stojí na úrovni mezi vévodstvím a hrabstvím.

## Historie
V raných dobách (okolo roku 966) jsou známé případy prvních markýzů ve Francii. Jejich markýzství musela zahrnovat alespoň dvě nebo tři hrabství. Později byla tato praxe změněna, v epoše francouzského starého režimu náležely do jednoho markýzství minimálně tři baronie a minimálně tři kastelánie, nebo alespoň dvě baronie a šest kastelánií. Někteří držitelé takových panství byli jmenováni francouzskými pairy.
Francouzští markýzové byli během období starého režimu oslovování "pane markýzi" (Monsieur le Marquis) či neoficiálně "Vaše Magnificence" (Vôtre Magnificence). V 19. století byl obvyklejší titul "Excelence" (Vôtre Excellence).